# San Mateo Tlapiltepec
San Mateo Tlapiltepec là một đô thị thuộc bang Oaxaca, México. Năm 2005, dân số của đô thị này là 226 người.